# Cardites floridanus
Cardites floridanus is een tweekleppigensoort uit de familie van de Carditidae. De wetenschappelijke naam van de soort is voor het eerst geldig gepubliceerd in 1838 door Conrad.
Cardites floridanus, grijze vorm

Rechter en linker klep van hetzelfde exemplaar:

Rechter klep
Linker klep

Cardites floridanus var. albus

Rechter en linker klep van hetzelfde exemplaar:

Rechter klep
Linker klep